# リムバッハ (バーデン)
リムバッハ (ドイツ語: Limbach, ドイツ語発音: [ˈlɪmbax]) は、ドイツ連邦共和国バーデン＝ヴュルテンベルク州ネッカー＝オーデンヴァルト郡に属す町村（以下、本項では便宜上「町」と記述する）。オーデンヴァルトの南東端、モースバッハの北東約13km、ムーダウの南約8km、ブーヒェンの西約11kmに位置する、有名な保養地である。この町は、リムバッハ、バルスバッハ、ハイダースバッハ、クルムバッハ、ラウデンベルク、シェーリンゲン、ヴァーゲンシュヴェントの7地区からなる。

## 地理

### 位置
町域は、ネッカータール＝オーデンヴァルト自然公園内、海抜280 – 548mの高地に位置する。集落は傾斜の緩やかな盆地にそれぞれ点在している。
町域の半分近くは森に覆われており、ネッカー川支流のエルツ川、トリエンツバッハ川が流れ下る。

### 隣接する市町村
北から時計回りに、ムーダウ、ブーヒェン、ゼッカハ、エルツタール、ファーレンバッハ、モースバッハ、ヴァルトブルン（すべてネッカー＝オーデンヴァルト郡）である。

## 歴史
紀元前400年頃から南ドイツのほぼ全域にケルト系のガリア人が定住していた。しかし、この町の地域は森が深く、人は住み着かなかったと考えられている。ゲルマン人がケルト人をライン川の向こうの現在のフランスへと追いやった。西暦70年頃になってローマ人がオーデンヴァルトの南東部に定住を始めた。
皇帝トラヤヌスの下、98年頃にネッカー＝オーデンヴァルト・リーメスが建設された。それは、バート・ヴィンプフェンから北に、ネッカーブルケン、ザッテルバッハ、ファーレンバッハ、トリエンツ、オーバーシャイデンタール、シュロッサウ、ヘッセルバッハを経てマイン川にまで延びていた。この町の町域の西部は、ローマ帝国の高地ゲルマニアに属した。159年頃に、リーメスは東に約30km、ヴァルデュルン – オスターブルケンのラインにまで移動した。これにより町域全体がローマの支配地域に入ることとなった。260年頃からローマの力は弱まっていった。アレマン人がこの地に侵入し、マイン川とネッカー川の間の地域に住み始めた。それにフランク人が続いた。
5世紀になると、クローヴィス1世率いるフランク人によって、この地域はガウと呼ばれる行政単位に分割された。リムバッハは、ガウ・「ヴィンガルタイバ」に属した。プルミニウスやボニファティウスといったアイルランド＝スコットランド系の修道士らによってキリスト教化がなされた。農耕に適した石灰質の場所に現在のバウラントが生まれ、おおまかなネットワークが形成されていった。この時点では、雑色砂岩の土地に入植はなされなかった。
790年のロルシュ文書の写本にリムバッハに関する記述が現れる。これにちなんでリムバッハは1990年に創立1200年祭を祝った。9世紀にはオーデンヴァルト南西部の入植地密度が高くなり、雑色砂岩の土地にも人々が住み始めた。ベネディクト会のアモールバッハ修道院がアモールバッハ南部の森に覆われた地域を開墾し、中世盛期に特徴的な組織的開墾入植地がいくつも創設されていった。多くの町がこうした入植地を起源としている。同時に、貴族たち（ツヴィンゲンベルク家、ロールバッハ家）もアモールバッハ修道院と共同で、あるいは競いながら、入植地を築いていった。統治権や十分の一税徴収権は、その都度分割されていった。こうして、この村は12世紀以降貴族領主デュルン家の代官が治める村となり、近くのヴィルデンベルク城（またはヴィルデンブルク城）に所属した。リムバッハ城は、おそらくシュタウフェン家が帝国の城として建設した。元々ラウツェンクリンゲの上にあったリムバッハ村は城の近くに移転した。この城には、王の家臣が置かれた。
1271年、この村の統治権が売却されてマインツ大司教のものになった。ムーダウが上位組織「ムーダウアー・ツェント」（十分の一税徴収の執行区画）の首邑であった。1318年にヴィルデンブルクに駐在していたマインツ大司教の家臣コンラート・リュット・フォン・ベンディヒハイムはシェンク・フォン・エアバッハが保持していたリムバッハにおける権利をマインツ大司教のために獲得した。これ以後、1803年までリムバッハはマインツ大司教領に留まることとなる。
帝国代表者会議主要決議に基づく聖界等族領の世俗化により、リムバッハは1803年にライニンゲン侯領（首都はアモールバッハ）となった。その3年後にはバーデン大公領になり、ムーダウ司法局の管轄となった。1831年から33年に、法律が改訂され、古い税制が廃止された。これにより十分の一税の徴収権は撤廃された。十分の一税は元々教会に支給されていた。この地域では、アモールバッハ修道院がその権利を有しており、1803年以降は、その権利の継承者としてライニンゲン侯がこれを受け取っていた。この税が撤廃されることにより生じた補償金の支払いは、公国内の企業に重い負担としてのしかかり、多くの企業が倒産した。不満は蓄積していった。1848年3月革命で、ブーヒェンにあったライニンゲン侯のマリエンヘーエ農場や、エルンシュトタールのライニンゲン侯の財務局は、焼き討ちにあった。町役場は荒らされ、書類が焼かれ、倉庫は略奪された。リーネック村は1850年頃に廃村に追い込まれ、住民の多くはアメリカに逃れた。
モースバッハとムーダウを結ぶ狭軌鉄道オーデンヴァルトエクスプレスが1905年に開業した。第二次世界大戦中、1945年1月5日の空爆を、この町はわずかな被害を出しただけで免れた。鉄道路線は攻撃を受けたものの、多くの爆弾が放置されていた農地で爆発したため甚大な被害はつながらなかったのである。リムバッハは多くの放逐民や難民を受け容れることとなった。
1973年1月1日バルスバッハ、ラウデンベルク、リムバッハ、ヴァーゲンシュヴェントが合併し、新しい自治体リムバッハが発足した。1975年7月19日にクルムバッハがこれに加わった。リムバッハとファーレンバッハは1976年1月1日にリムバッハ＝ファーレンバッハ行政共同体を発足させた。

### 宗教
約90%がカトリック信者、約7%がプロテスタント信者である。

## 行政

### 議会
リムバッハの議会は19議席からなる。

### 紋章
左右二分割。向かって左は、赤地に銀（白）の裏地が見えるように割られた金（黄色）のミトラと、その割れ目を通って延びる金（黄色）の司教杖。向かって右は、赤い爪と赤い舌を持つ青い鷲が2羽、上下に描かれている。ミトラと司教杖はベネディクト会アモールバッハ修道院を、2羽の鷲はライニンゲン侯を示している。

## 経済と社会資本
織物業と照明器具、手工業が主な産業である。

### 交通
町域を通って連邦道B27号線（ブランケンブルク – シャッフハウゼン）が走っている。
モースバッハとムーダウを結ぶ狭軌鉄道は1973年に廃止された。路線後は遊歩道として利用されている。

### 公的機関
養老院と養護院

## 文化と見所

### 建築
- リムバッハ地区の城址公園
- ハイダースバッハ地区およびリムバッハ地区の古い水車
- ネッカー＝オーデンヴァルト・リーメス沿いのリーメスの小径
- リムバッハ地区のタークレーナー・ハウス
- ヴァーゲンシュヴェント地区の博物館
- シェーリンゲン地区の消防署
- シェーリンゲン地区の旧学校

### 年中行事
- 多くのカーニバル行事
- リムバッハ街道祭り
- リムバッハ教区聖ヴァレンタイン祭
- スポーツフェスタ
- シェーリンゲンのザイフェンキステン（砂金箱）競争

## 郷土料理
- グリュンケルンズッペ（ライ麦スープ）

## 引用
1. ↑  Statistisches Landesamt Baden-Württemberg – Bevölkerung nach Nationalität und Geschlecht am 31. Dezember 2023 (CSV-Datei)
2. ↑  Max Mangold, ed (2005). Duden, Aussprachewörterbuch (6 ed.). Dudenverl. p. 511. ISBN 978-3-411-04066-7